# Фосе (Верона)
Фосе је насеље у Италији у округу Верона, региону Венето.
Према процени из 2011. у насељу је живело 346 становника. Насеље се налази на надморској висини од 933 м.